# Diecezja Eichstätt
Diecezja Eichstätt (niem. Bistum Eichstätt, łac.: Dioecesis Eystettensis) – katolicka diecezja niemiecka położona w północno-zachodniej części Bawarii. Siedziba biskupa znajduje się w katedrze św. Zbawiciela, Najświętszej Maryi Panny i św. Willibalda w Eichstätt.

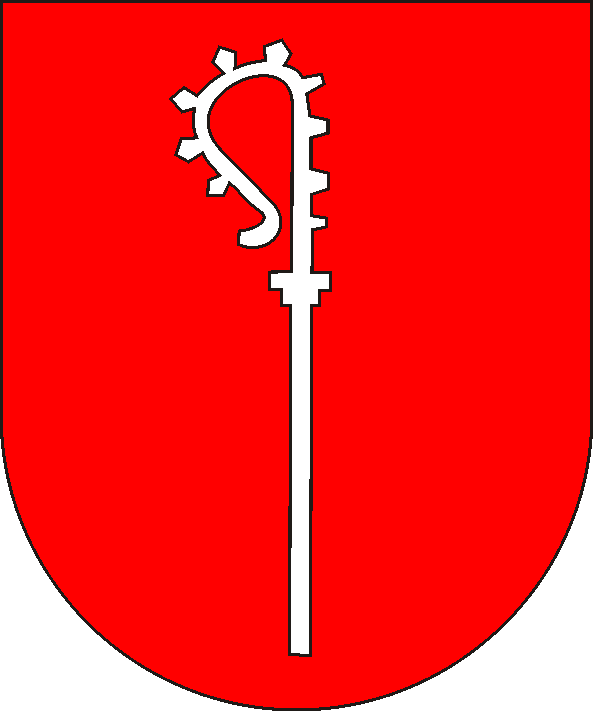
Herb diecezji

## Historia
Diecezja Eichstätt została założona w 741 r. przez misjonarza św. Bonifacego mianowanego przez papieża arcybiskupem Germanii. Jej pierwszym biskupem został jeden z jego towarzyszy w misji chrystianizacyjnej po Niemczech – św. Willibald. Od 782 r. biskupstwo to wchodziło w skład metropolii Moguncji.
W późnym średniowieczu diecezja uzyskała pełną niezależność polityczną stając się niezależnym księstwem biskupim, które przetrwało do 1802 r., kiedy zostało sekularyzowane.
Na mocy Konkordatu Bawarskiego z 1817 r. diecezja Eichstätt została włączona do metropolii Bambergu jako jej sufragania.

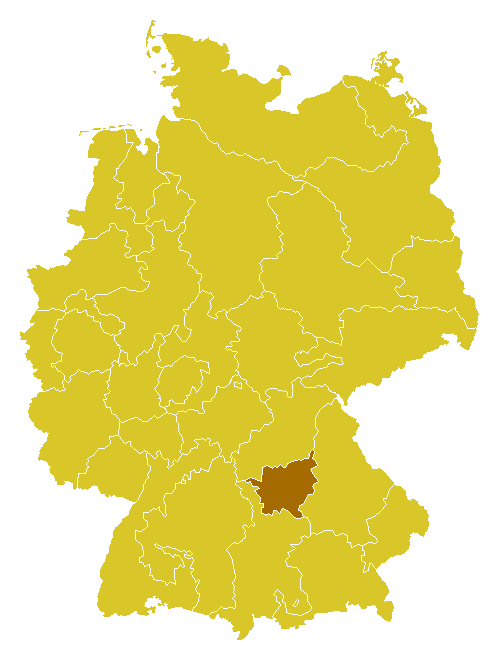
Obecne granice diecezji Eichstätt

## Biskupi
- Biskup diecezjalny: wakat
- Biskup senior: Gregor Maria Hanke[1]

## Podział administracyjny
Diecezja Eichstätt składa się z 8 dekanatów:
- Eichstätt
- Habsberg (Velburg)
- Herrieden
- Ingolstadt
- Neumarkt in der Oberpfalz
- Nürnberg-Süd
- Roth-Schwabach
- Weißenburg-Wemding

## Patroni
- Św. Willibald